# Villa Badoer
Villa Badoèr, detta La Badoèra, è una villa veneta sita a Fratta Polesine (Rovigo), progettata dall'architetto Andrea Palladio nel 1554-1555 circa e costruita negli anni 1556-1563 su commissione di Francesco Badoèr. È la prima villa in cui l'architetto padovano utilizzò pienamente un pronao con frontone in facciata, nonché l'unica realizzata in territorio polesano.
Le sale del piano nobile sono finemente decorate da "grottesche di bellissima inventione dal Giallo Fiorentino".
L'edificio, assieme alle altre ville palladiane del Veneto, è inserito dal 1996 nella lista dei patrimoni dell'umanità dell'UNESCO. La barchessa settentrionale della villa ospita dal 2009 il museo archeologico nazionale di Fratta Polesine.

## Storia

### La committenza

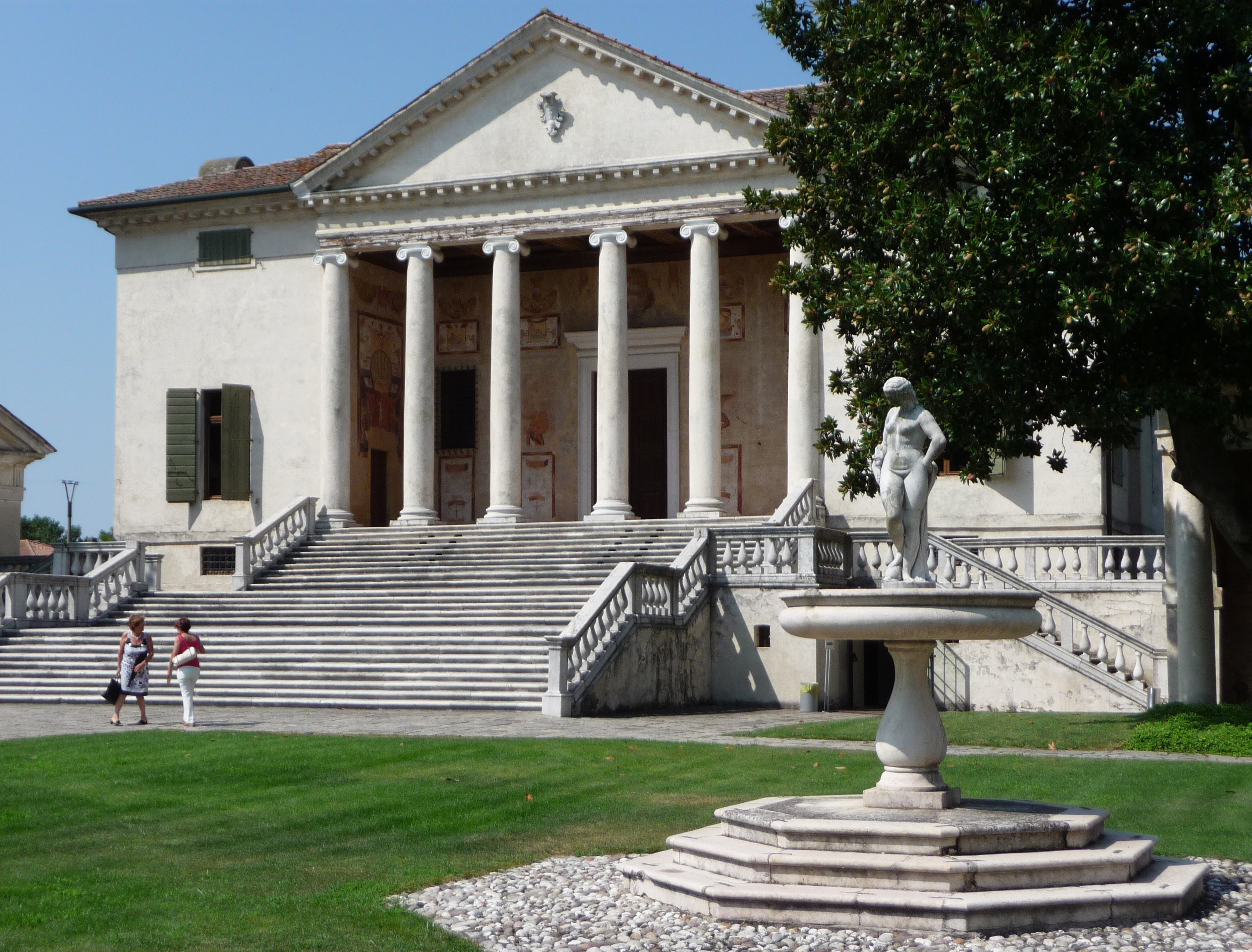
Il giardino e la fontana settentrionale

La villa fu voluta nel 1554 dal "Magnifico Signor Francesco Badoero", un personaggio di spicco modesto, privo di rilevanza pubblica ma discendente di un'illustre famiglia della Serenissima, che a seguito del sodalizio con la famiglia Loredàn e del successivo matrimonio con Lucietta, figlia di Francesco Loredan, aveva ricevuto in eredità l'ampio fondo della Vespara nei pressi della Fratta.
Seguendo una tendenza molto diffusa nell'aristocrazia veneziana dopo la Lega di Cambrai, nel rivolgere attenzioni all'entroterra per favorire i propri investimenti sentiva la necessità di creare un presidio dal quale amministrare la proprietà, e allo stesso tempo di manifestare il prestigio economico raggiunto attraverso una villa di adeguate caratteristiche. Procedette pertanto alla bonifica della Vespara e all'acquisizione di altri fondi in località Bragola, ove diede avvio alla costruzione della villa progettata da Andrea Palladio con duplice valenza economica ed estetica.
Costruita e abitata nel 1556, la villa doveva essere pertanto funzionale alla conduzione dei campi e insieme segno visibile della presenza, per così dire feudale, dei Badoer sul territorio: non a caso l'edificio sorge sul sito di un antico castello medievale. Palladio riesce a unire in una sintesi efficace entrambi i significati, collegando il maestoso corpo dominicale alle due barchesse piegate a semicerchio che schermano le stalle e altri annessi agricoli.
La villa risulta ancora in fase di costruzione nel 1557, comparendo in una mappa degli ingegneri Nicolò dal Cortivo e Giacomo Castaldo presentata proprio ai fini della rilevazione dei fondi da bonificare, mentre da una dichiarazione ai Dieci Savi dello stesso Francesco Badoer è certamente completa nel 1564-1566.
La presenza dello stemma di alleanza tra le due famiglie nella decorazione pittorica resta a testimonianza del sodalizio Badoer-Loredan, che si può considerare alle origini delle vicende che portarono alla costruzione della villa.

### Il progetto e l'esecuzione

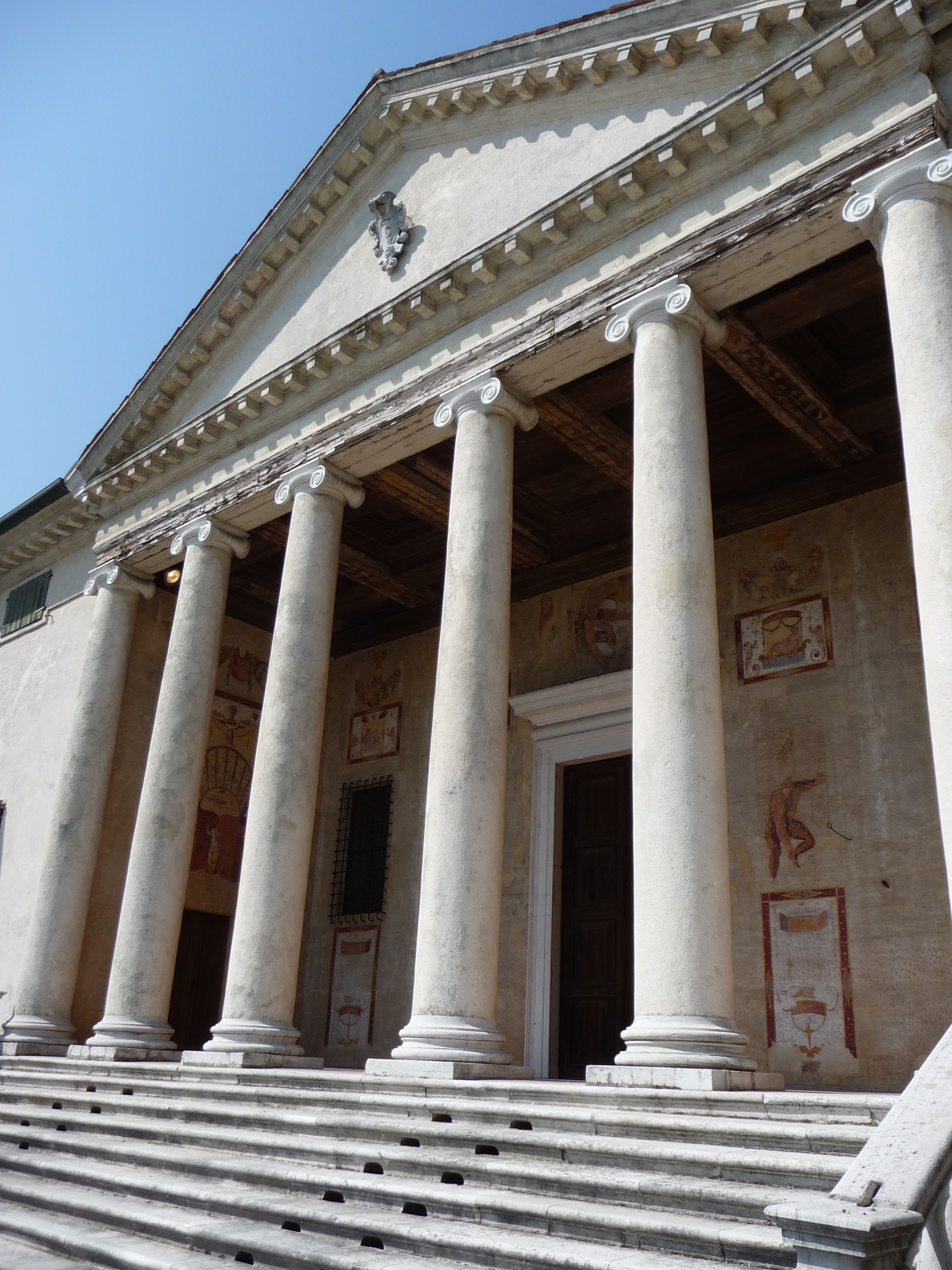
Il pronao

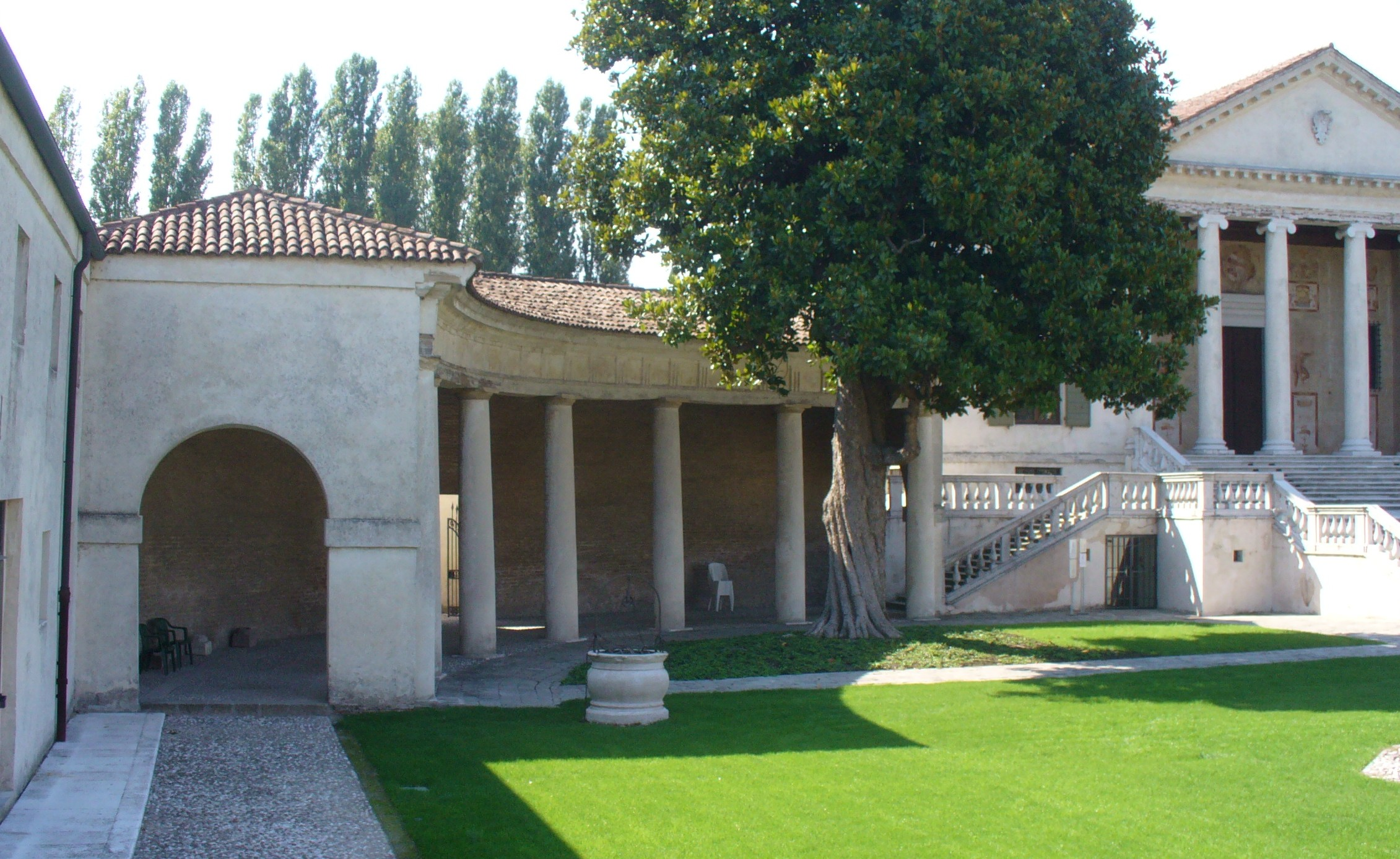
Barchesse laterali della villa

La villa Badoer compare nel trattato palladiano I quattro libri dell'architettura del 1570, nella caratteristica rappresentazione in pianta e prospetto con una breve didascalia che ne descrive le fattezze:
(Libro II, p.48)
L'esecuzione della villa, così come giunge ai giorni nostri, non si discosta in maniera rilevante dal disegno palladiano, soprattutto grazie ai lavori di restauro e ripristino eseguiti dagli anni sessanta dopo che il complesso venne acquisito al pubblico.

### Storia successiva
Della storia posteriore alla costruzione della villa non si hanno che i passaggi di proprietà: i Mocenigo poi i Gradenigo, i Del Vecchio Bianchini e infine i Cagnoni-Boniotti, che furono gli ultimi proprietari, dopo di che la villa fu venduta da questi ultimi allo Stato, divenendo proprietà dell'Ente per le ville venete e infine della Provincia di Rovigo, rendendo possibile la conduzione dei restauri. Dal 1996 la villa palladiana è stata inserita nella lista dei patrimoni dell'umanità dell'UNESCO.
Dal 21 febbraio 2009 le barchesse settentrionali della villa ospitano il museo archeologico nazionale di Fratta Polesine.

## Descrizione
Probabilmente sfruttando le sottostrutture del castello medievale, il corpo dominicale della villa sorge su un alto basamento, richiamando precedenti illustri come villa Medici a Poggio a Caiano di Giuliano da Sangallo, o la poco lontana villa dei Vescovi a Luvigliano di Giovanni Maria Falconetto. Ciò rende necessaria una scenografica scalinata a più rampe, la principale a scendere nella corte, e le due laterali a connettersi con le testate delle barchesse, ricordando così la struttura di un tempio antico su terrazze.
Le elegantissime barchesse curvilinee sono le uniche concretamente realizzate da Palladio fra le molte progettate (per esempio per le ville Mocenigo alla Brenta, Thiene a Cicogna o villa Trissino a Meledo) e la loro forma — scrive lo stesso Palladio — richiama braccia aperte ad accogliere i visitatori: fonte antica di riferimento sono molto probabilmente le esedre del tempio di Augusto a Roma.
Nelle barchesse Palladio usa l'ordine tuscanico, adeguato alla loro funzione e alla possibilità di realizzare intercolumni molto ampi che non intralcino l'accesso dei carri. La loggia della villa mostra invece un elegante ordine ionico a enfatizzare il ruolo di residenza dominicale. Il fuoco visivo dell'intero complesso è calibrato proprio sull'asse dominato dal grande frontone triangolare retto dalle colonne ioniche, su cui campeggia lo stemma familiare, tanto che i fianchi e il retro della villa non sono assolutamente caratterizzati e presentano un disegno semplicemente utilitario.
Per il resto la struttura distributiva del corpo dominicale presenta la tipica organizzazione palladiana lungo un asse verticale, con il piano interrato per gli ambienti di servizio, il piano nobile per l'abitazione del padrone e infine il sottotetto adibito a granaio.

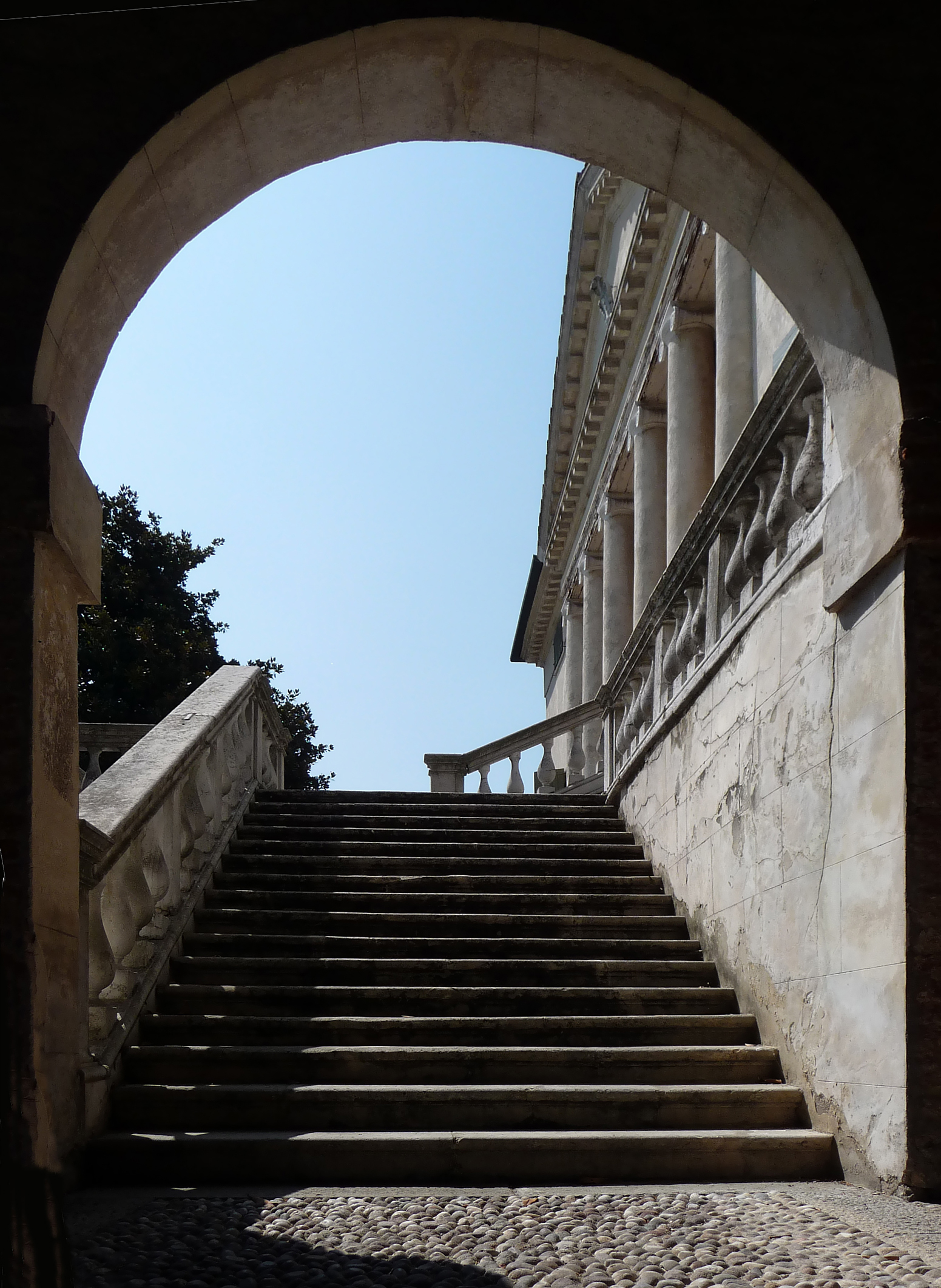
Il pronao visto da una barchessa
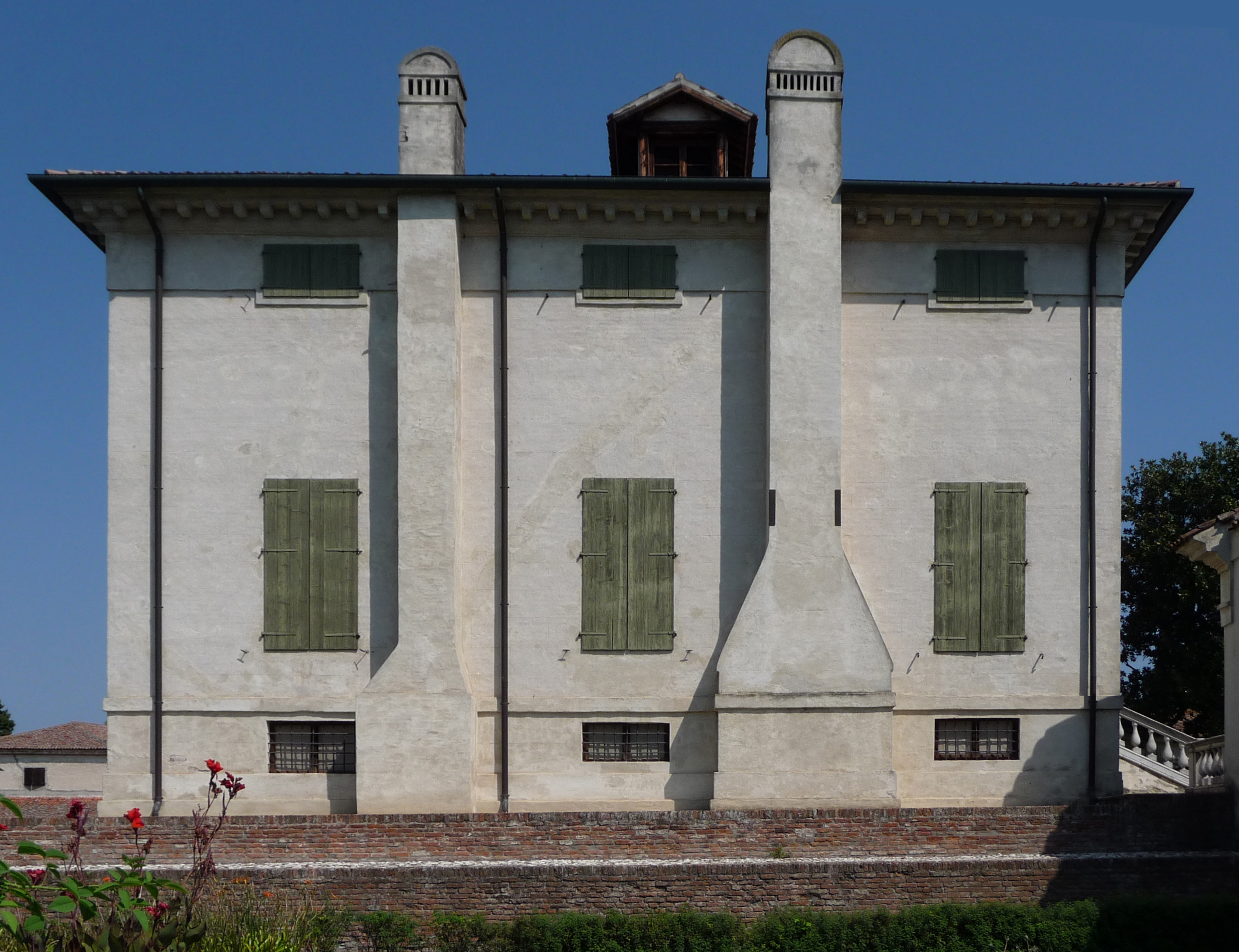
Prospetto laterale
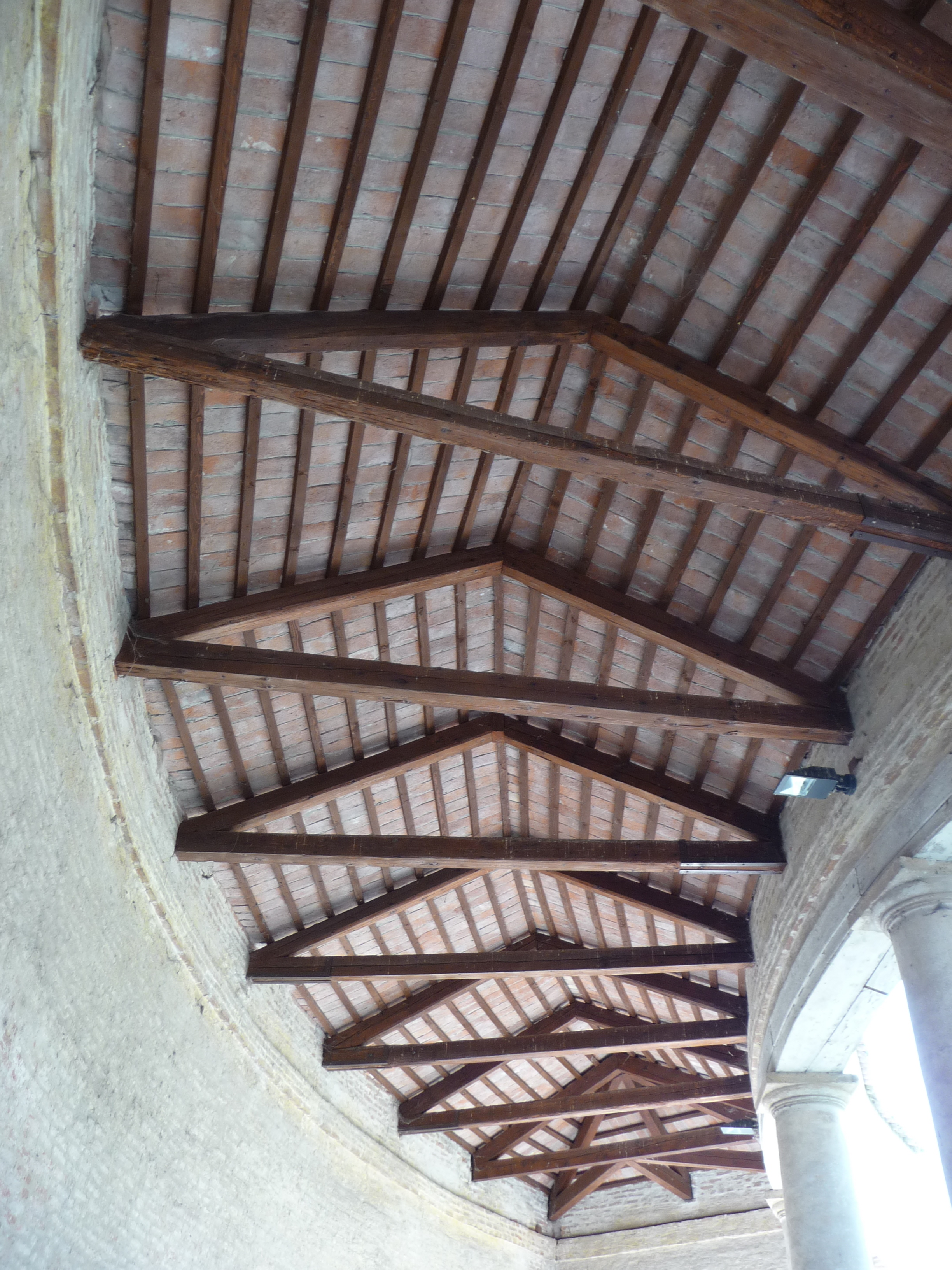
Capriate della copertura di una delle due barchesse curvilinee
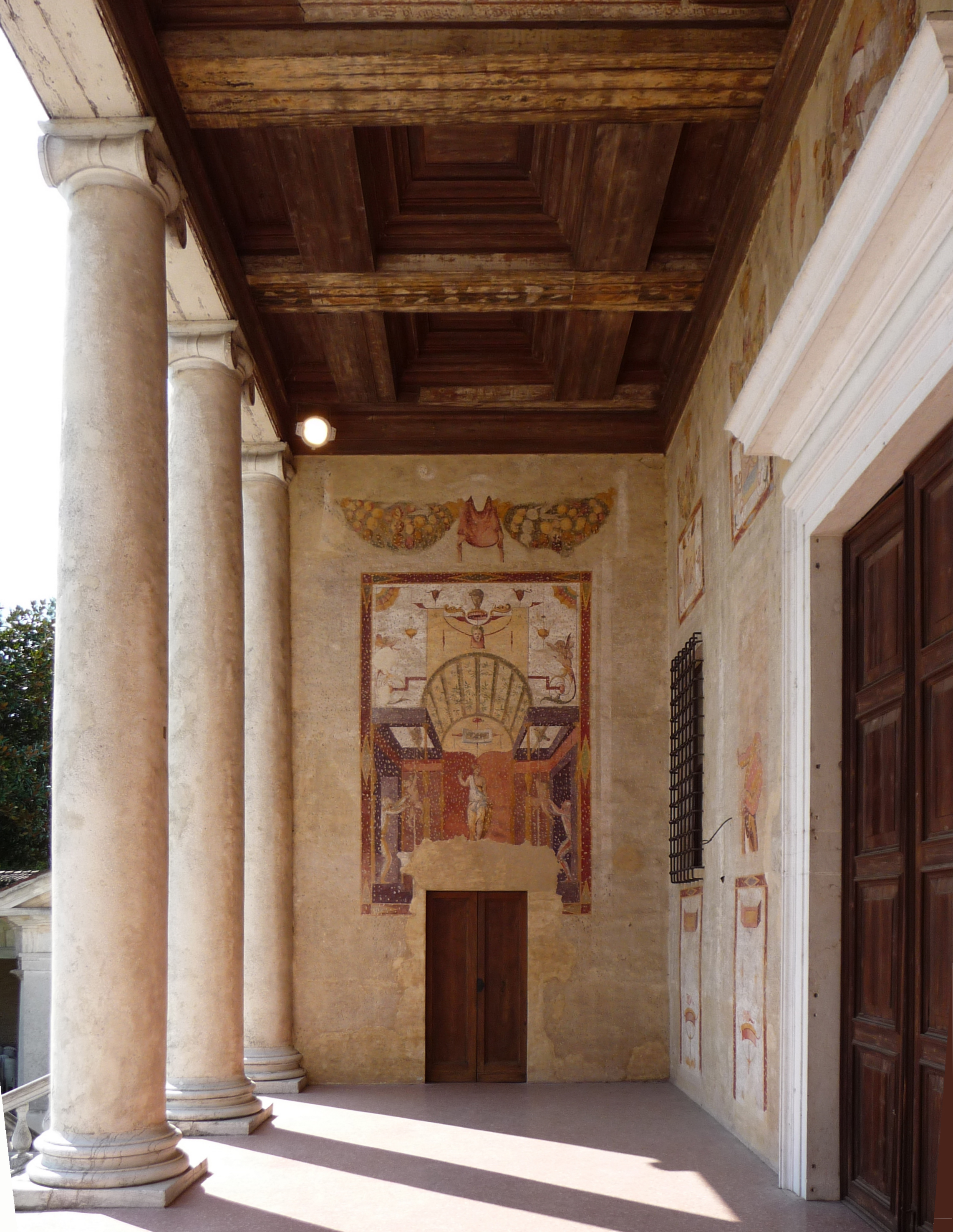
Vista della loggia

### Interno e decorazione

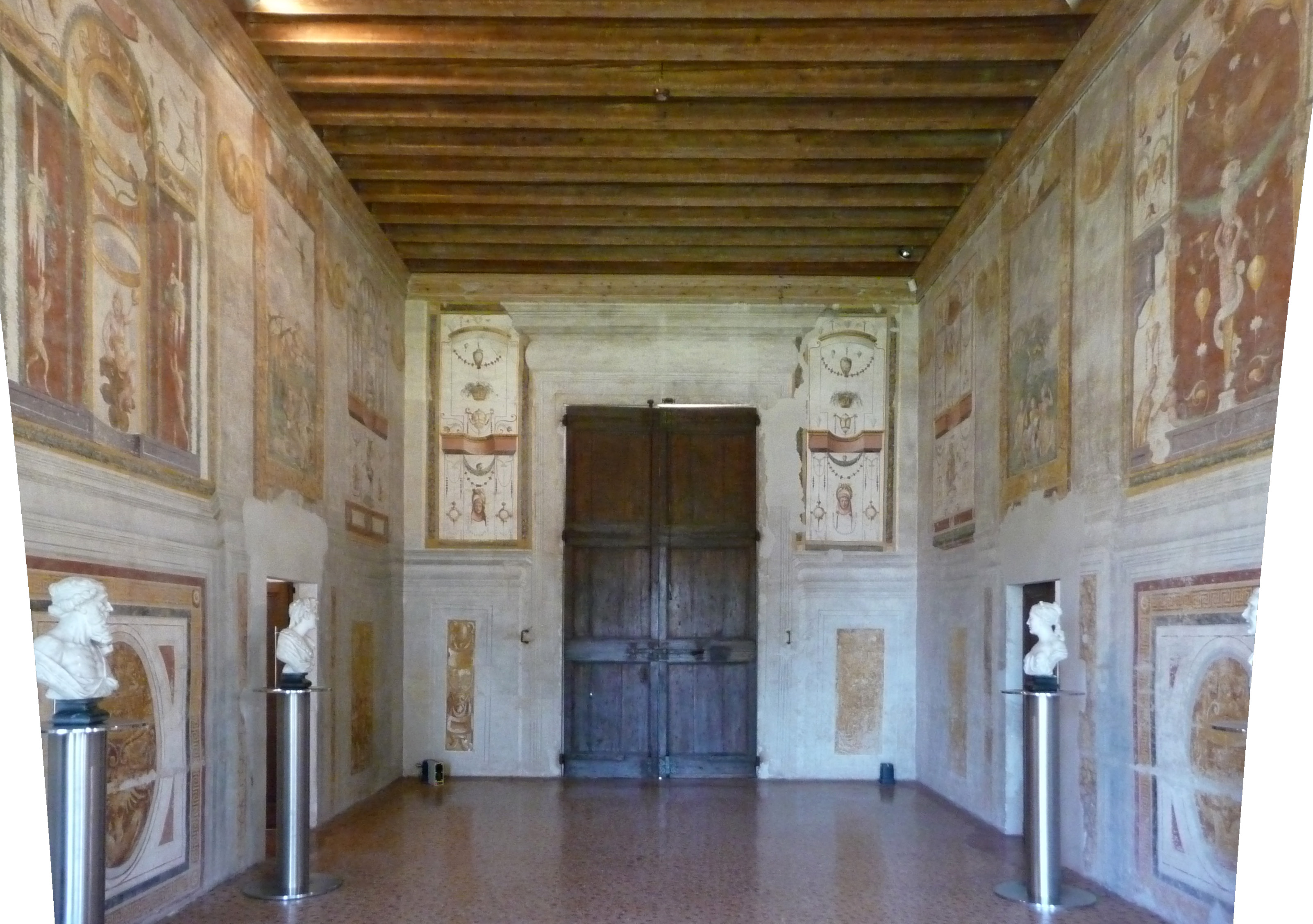
Il salone principale

Venne fatto ricorso a un artista quanto meno atipico per le decorazioni di villa; Palladio infatti è solito rivolgersi a collaboratori di fiducia, protagonisti abituali e spesso ricorrenti. Per La Badoera compare invece tale "Giallo Fiorentino", con attribuzione priva di dubbio in quanto citata da Palladio stesso nella didascalia riportata nei Quattro libri. Non altrettanto priva di dubbi l'identificazione dell'artista, da ricercarsi certamente al di fuori della abituale cerchia dei collaboratori, anche se probabilmente già dotato di una certa notorietà al tempo, essendo citato dal Palladio con il solo pseudonimo. In un primo tempo individuato come Jacopo del Giallo, figlio di Antonio, miniaturista di una certa fama operante in Venezia, va in realtà identificato in un Giallo pittore già collaboratore di Giuseppe Salviati nella decorazione della facciata di Palazzo Loredan in Campo Santo Stefano a Venezia. Recenti studi di Antonello Nave tendono a identificarlo con il pittore fiorentino Pier Francesco di Jacopo Foschi.
Le immagini che affrescano le pareti della villa rappresentano tematiche mitologiche e allegoriche talora legate al territorio e alla committenza, assieme a grottesche, nicchie, festoni, figurette, erbaggi e frutta, di squisita finezza ma in generale di non facile interpretazione, appartenenti a una pittura singolare e accurata, priva di concezioni artistiche d'alto livello ma dotata di carattere, ricercatezza e raffinata tecnica esecutiva. Le indicazioni degli studiosi inquadrano queste decorazioni nell'ambito delle celebrazioni dei legami d'amicizia tra le famiglie Badoer e Loredan, in particolare tra Francesco Badoer e Giorgio Loredan.

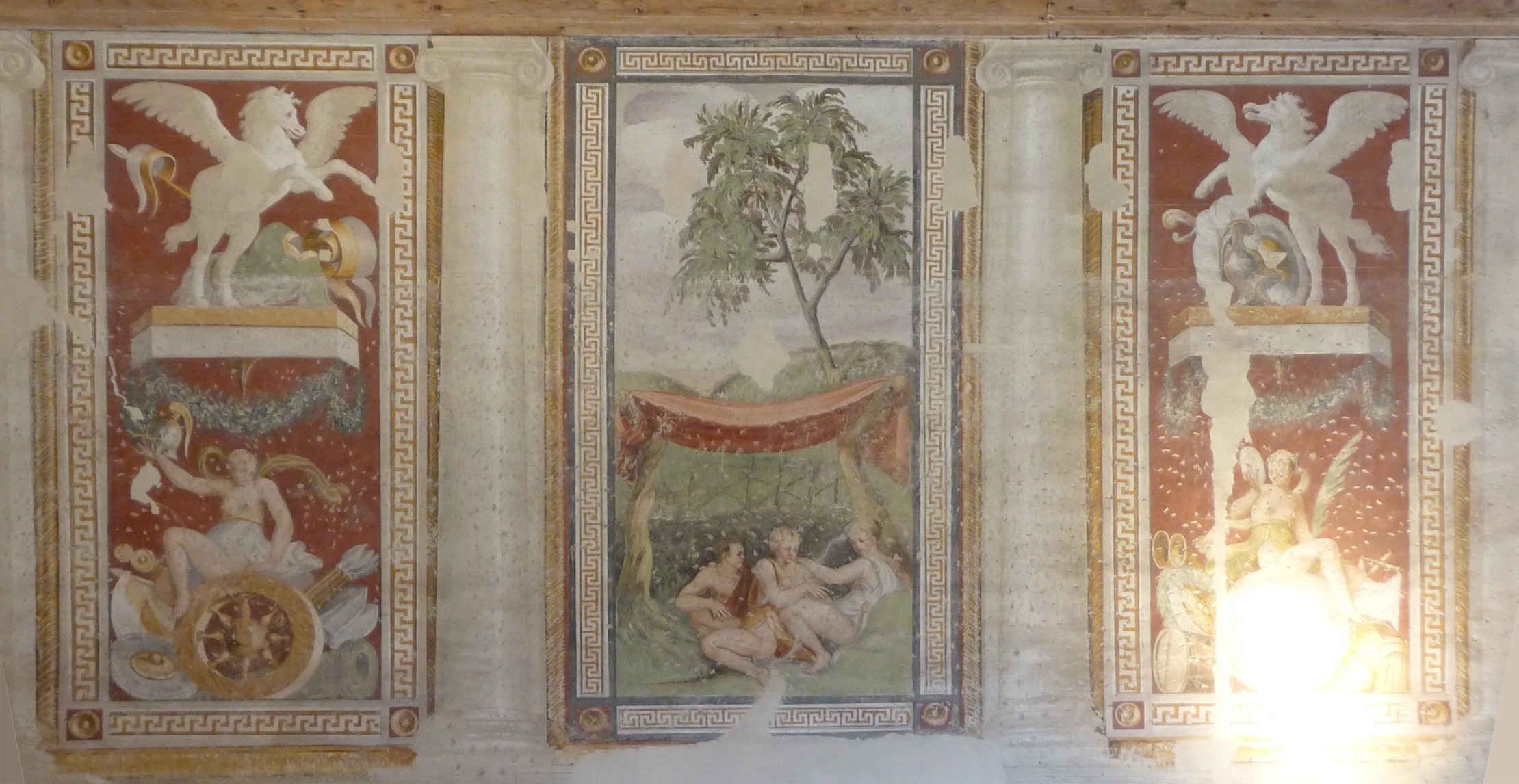
Affreschi dipinti da Giallo Fiorentino
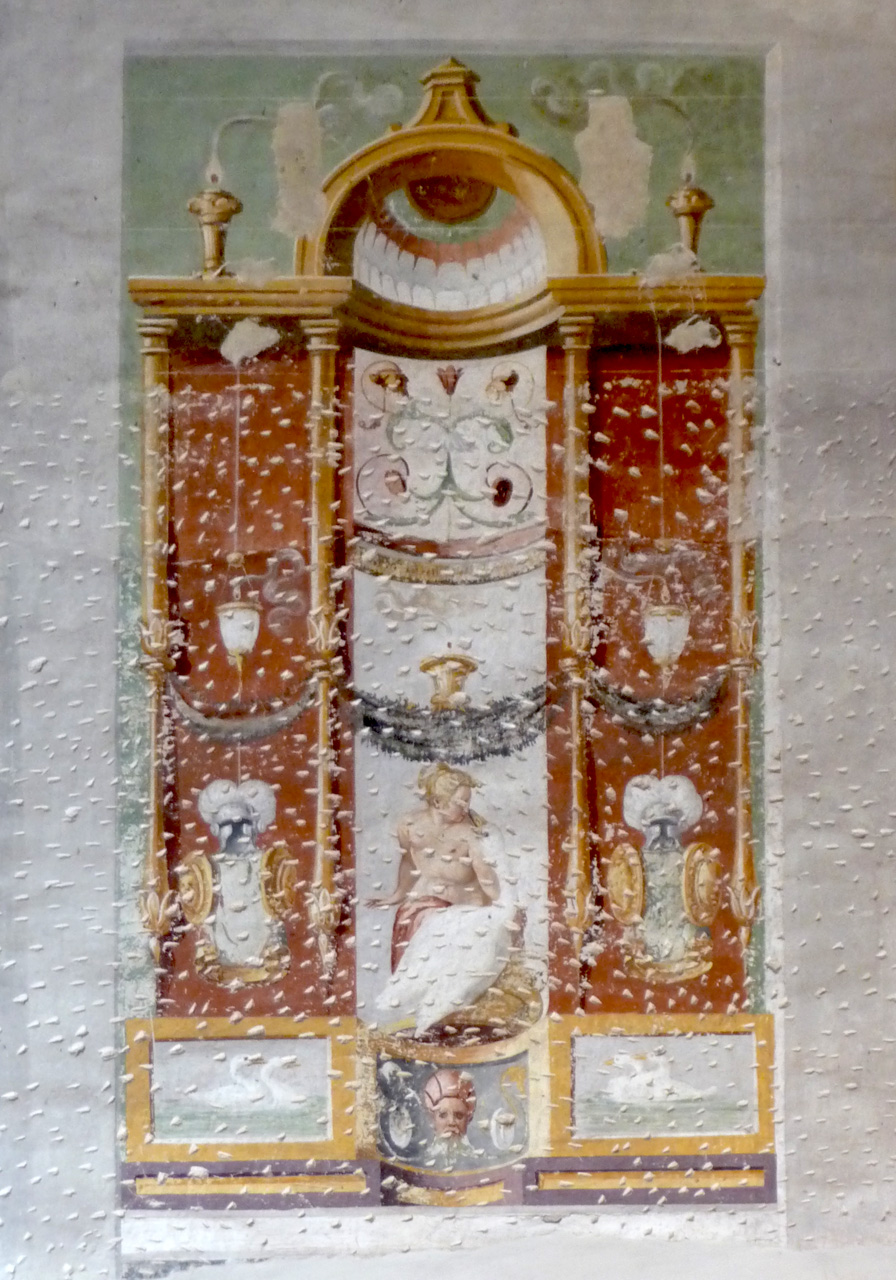
Grottesche
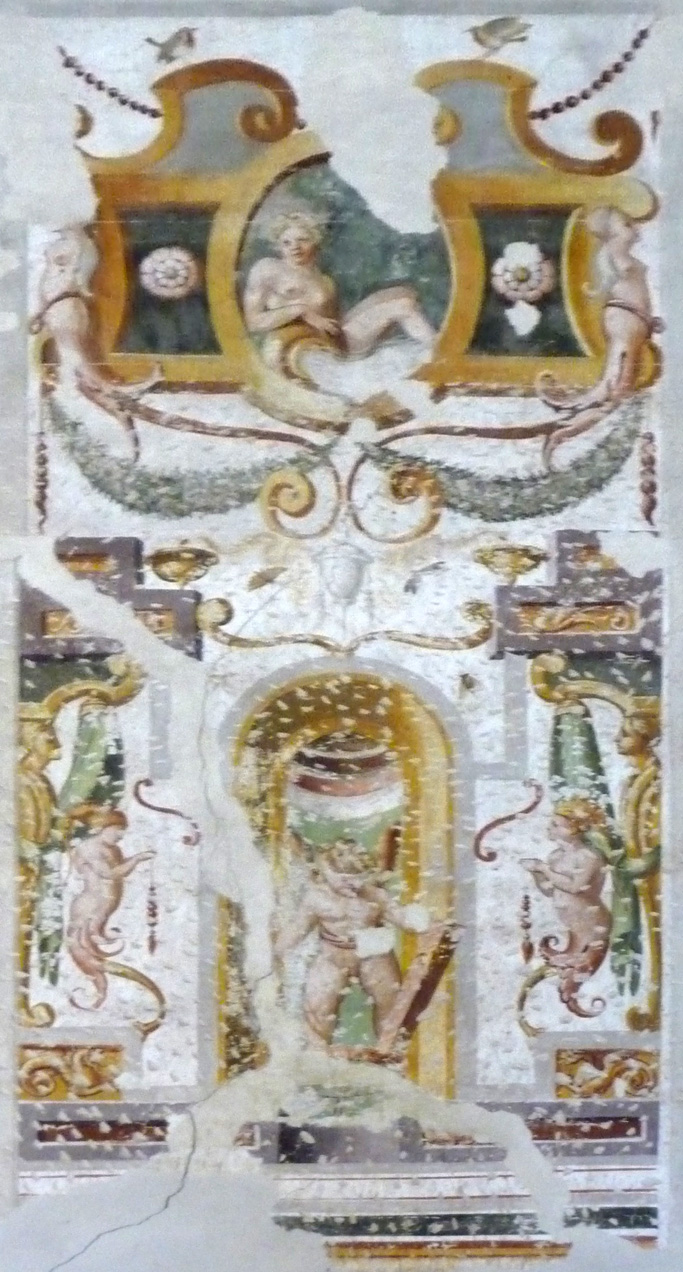
Grottesche
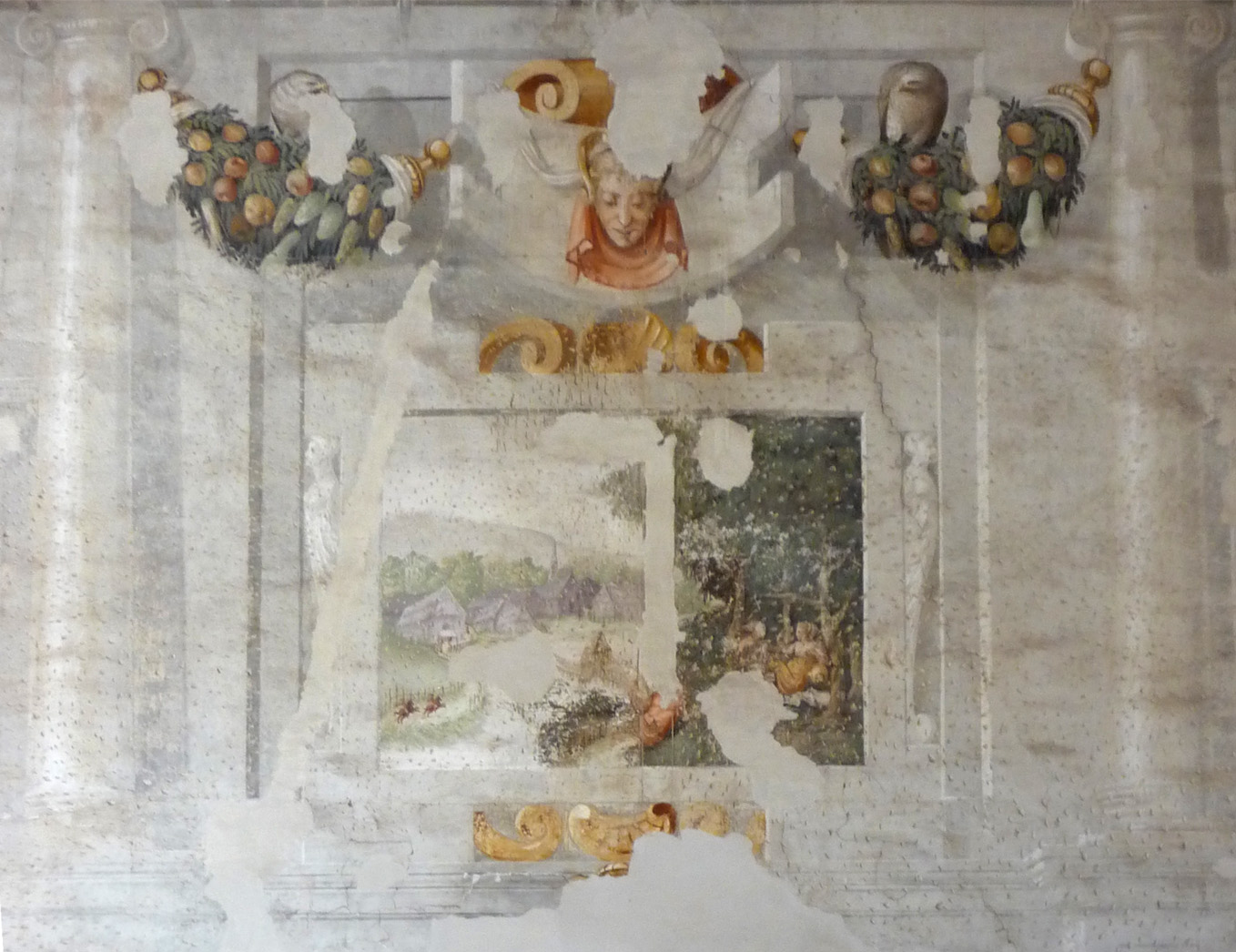
Festone e paesaggio rurale collocati sopra uno dei caminetti

### Contesto urbano

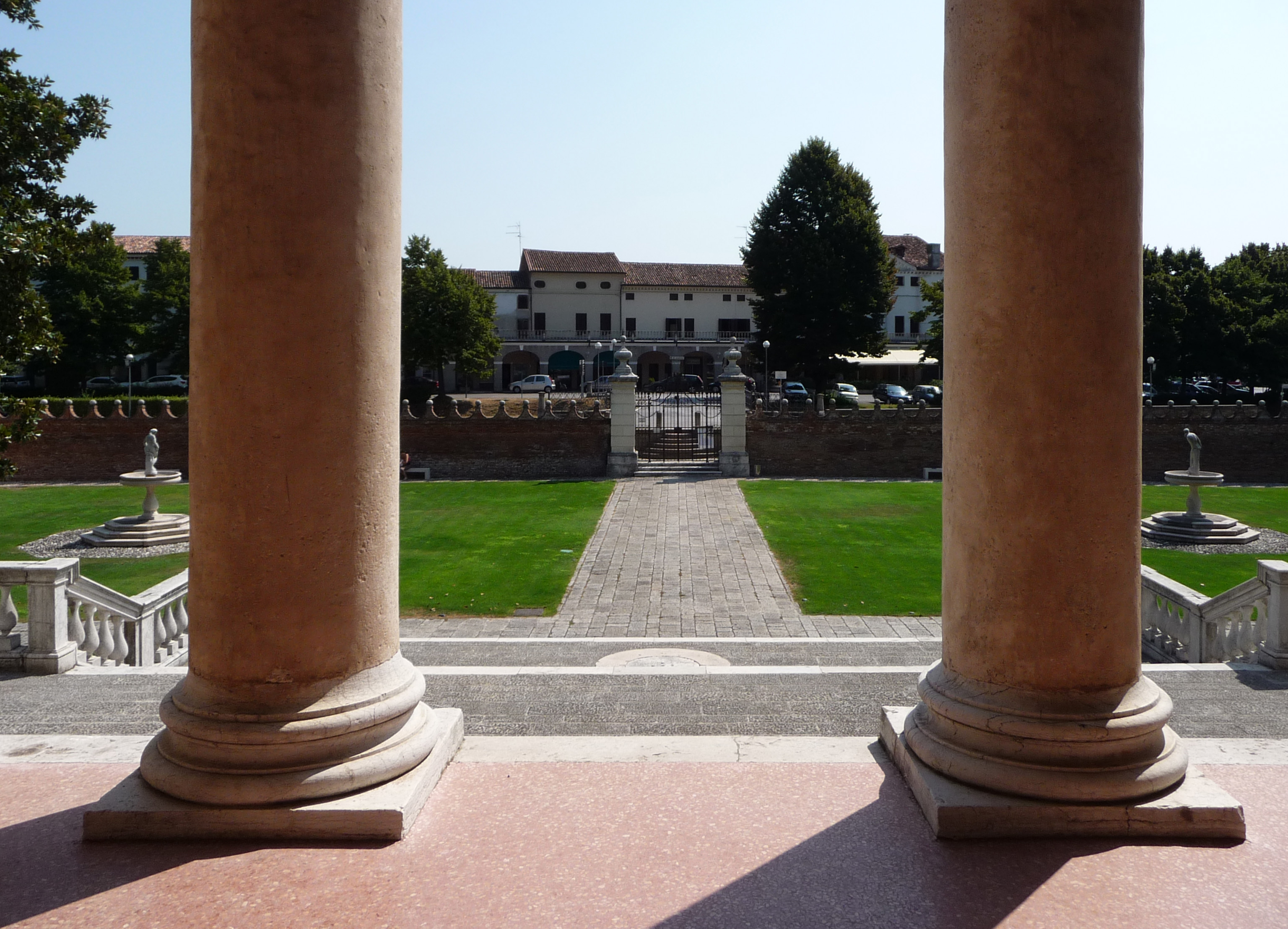
L'abitato di Fratta Polesine visto dalla loggia della villa

A differenza delle maggiori parti della produzione palladiana, la villa Badoer non è posizionata in un ambiente libero ma inserita in un contesto di borgata. Non per questo risulta soffrire della propria posizione; anzi appare quasi incastonata sul suo alto basamento e allo stesso tempo armonizzata con l'ambiente circostante e da questo certamente valorizzata.
Eretta nel luogo dove originariamente si trovava un antico castello di "Salinguerra da Este", ne mantiene l'orientamento con la facciata che guarda a levante, quasi a indicare il rispetto e l'interesse dell'architetto per la storia del luogo ove costruisce. È "bagnata da un ramo dell'Adige", in realtà lo Scortico, un canale navigabile che attraverso l'Adige, il Canal Bianco e il Po, portava a Venezia, e posizionata di fronte a un antico ponte, preesistente alla villa stessa.
La villa ha successivamente influenzato lo sviluppo urbano del paese di Fratta Polesine, costituendone il fulcro e il punto di aggregazione, così assolvendo alla sua funzione di centralità economica oltre che estetica.

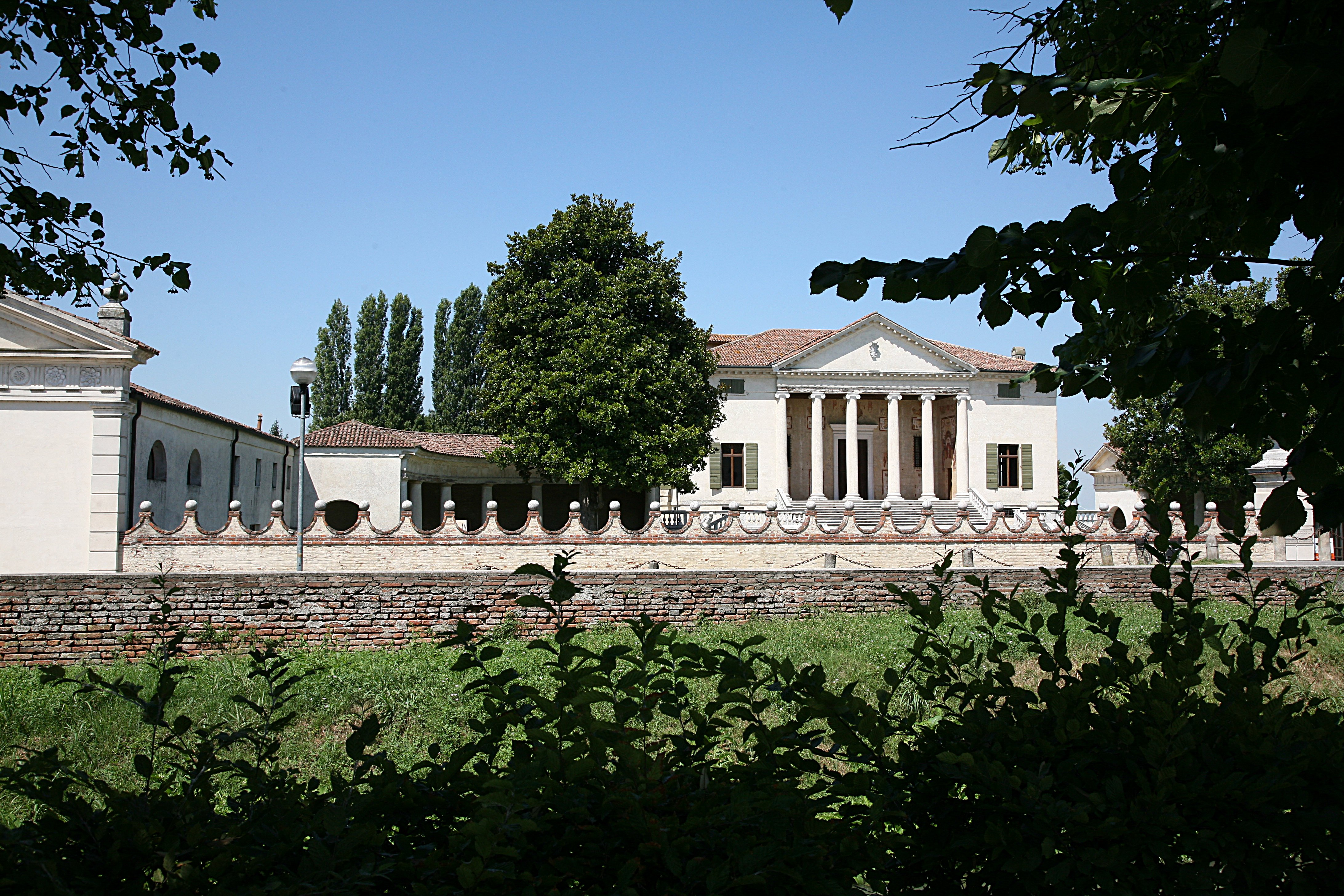
La villa vista dal centro di Fratta Polesine, diviso dalla villa da un canale
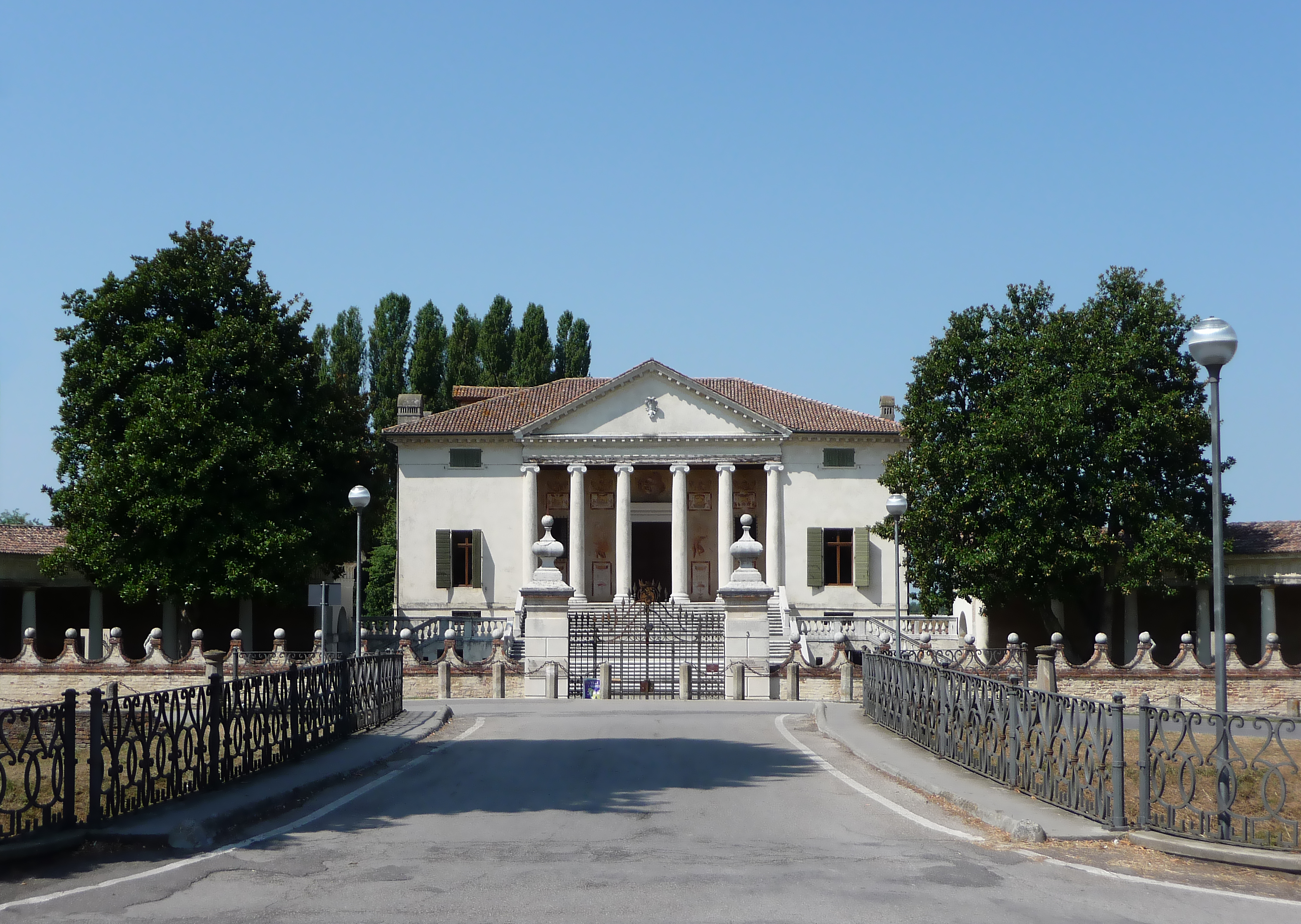
L'ingresso della villa visto dal centro di Fratta Polesine, oltre il ponte
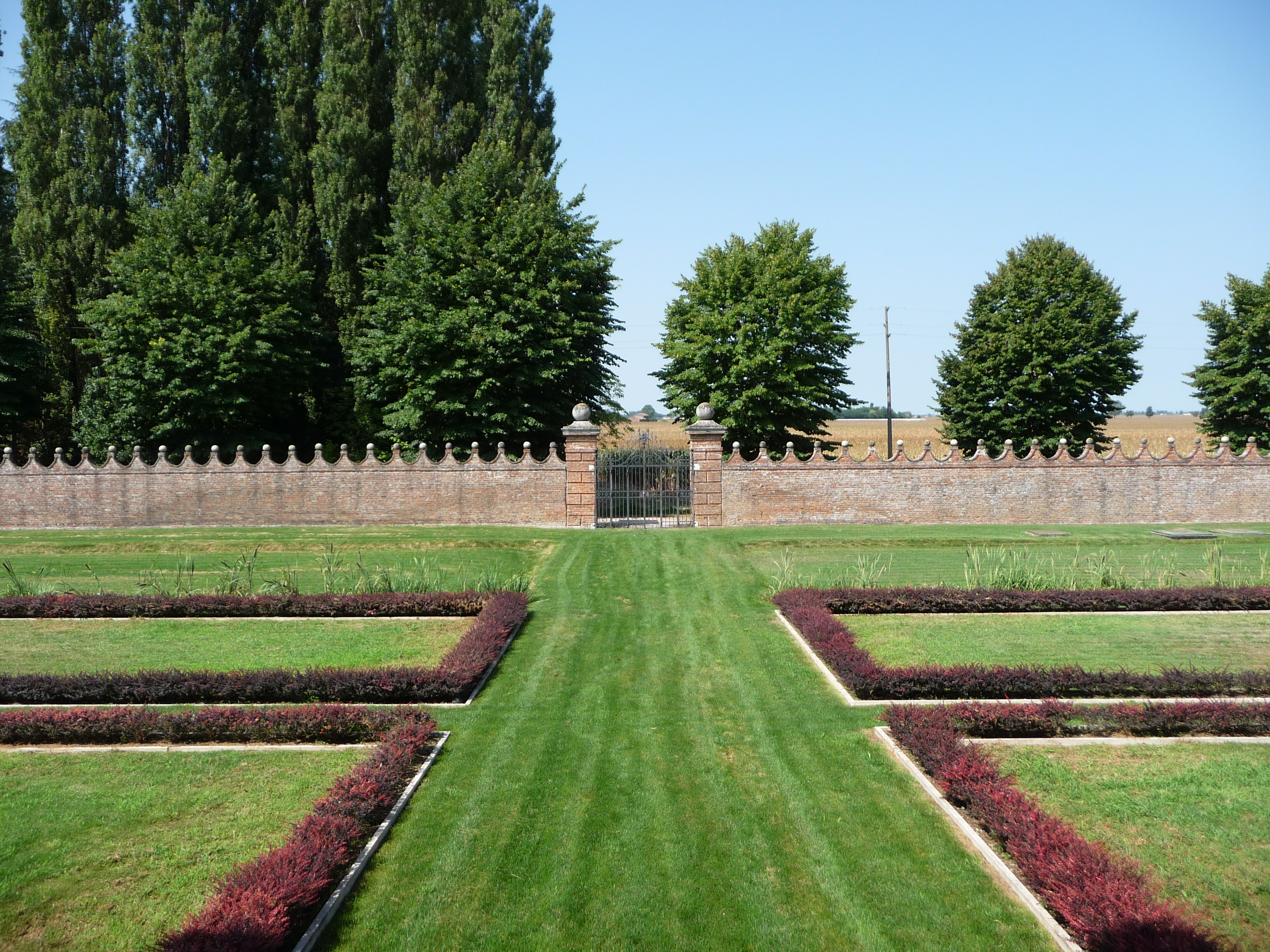
Il giardino retrostante, visto dalla villa
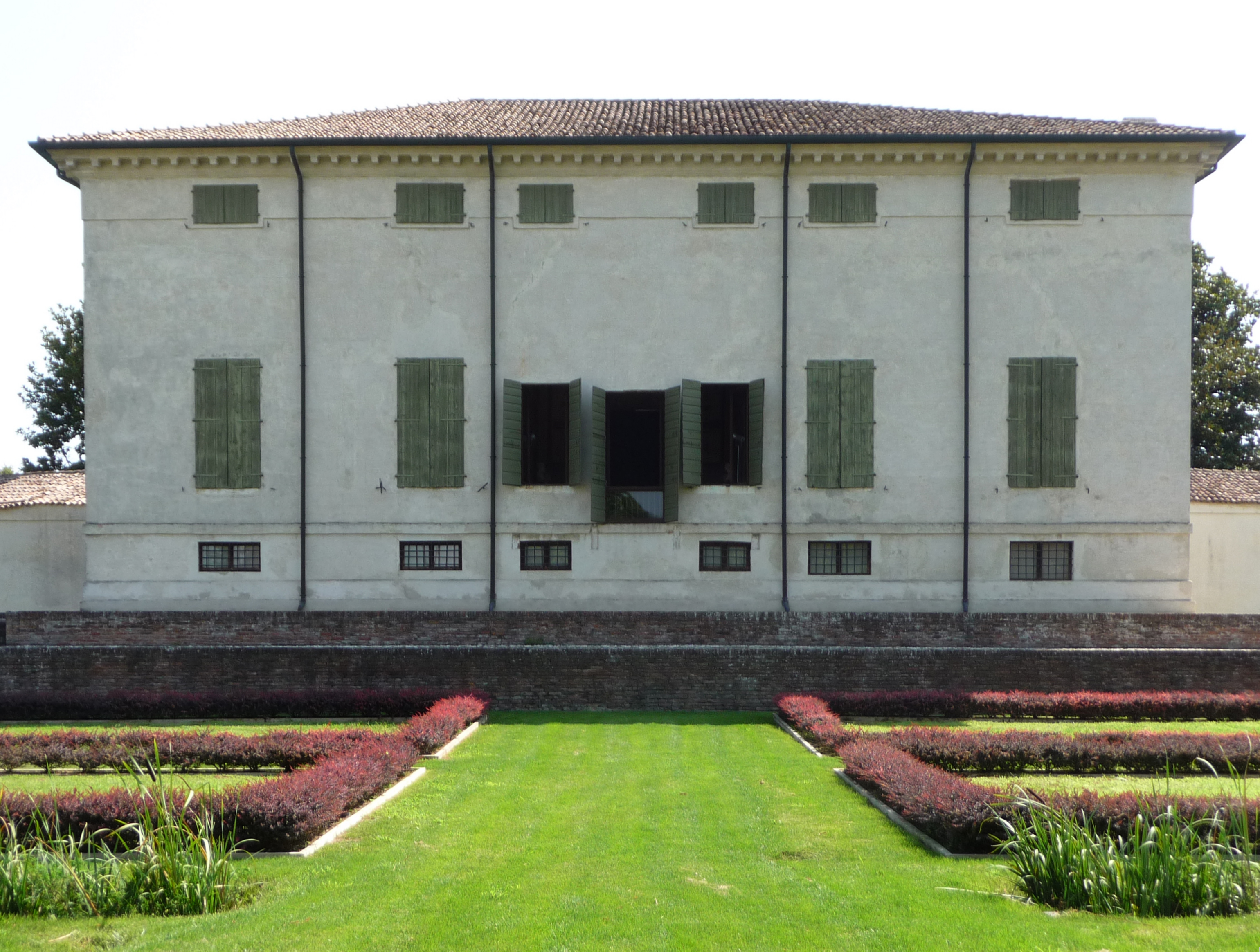
Il prospetto posteriore